# Didrik Mühlenbruck
Didrik Mühlenbruck, även skrivet Diederich Mühlenbruch, född  8 februari 1628 i Lübeck, död 24 augusti 1712, var en svensk ämbetsman.

## Biografi
Didrik Mühlenbruck föddes 1628 i Lübeck. Han flyttade till Kalmar och blev 1680 politieborgmästare i staden. Mühlenbruck var föreståndare för kyrkobyggnaden i staden. Han avled 1712 och begravdes i Kalmar domkyrka, där en minnesvård (epitafium) över honom sattes upp. Han lämnade borgmästarämbetet 1709.

### Familj
Mühlenbruck gifte sig första gången med Brita Pedersdotter (1624–1669). De fick tillsammans barnen Antonius Mühlenbruch (född 1658), Johannes Mühlenbruch (1663–1693) och Petrus Mühlenbruch (född 1666).
Han gifte sig andra gången 1670 i Kalmar med Martha Jäger (1648–1676). Hon var dotter till handelsmannen Hans Jäger och Lippia. De fick tillsammans barnen Brita Mühlenbruch (1670–1735) som var gift med amiralitetskaptenen David Haijock och fortifikationskaptenen Daniel Nicklas Schmitt, Christina Mühlenbruch (1671–1704) som var gift med kontrollören Jakob Johansson De Rees i Västervik, Helena Mühlenbruch (1673–1704) som var gift med faktorn Hans Zachrisson Ekwurtzel, kommissarien Alexander Mühlenbruch (1675–1715) och Anna Mühlenbruch (1676–1711) som var gift med handelsmannen Rudolf von Schoting.
Mühlenbruck gifte sig tredje gången med Martha Haijock (1656–1680). Hon var dotter till handelsmannen David Haijock och Martha Stephansdotter Lippia i Kalmar. De fick tillsammans handelsmannen David Mühlenbruch (1680–1727) i Kalmar.